# Mårten Ulvsbäck
Sven Mårten Ulvsbäck, född 5 juni 1966, är en svensk före detta friidrottare (stavhopp). Han tävlade för KA 2 IF.
Vid VM i friidrott i Stuttgart 1993 tog han sig till final (12 st) i stavhopp. Mårten har även en rad SM medaljer såväl inomhus som utomhus, bland annat Guld vid inomhus SM 1995